# Anagodu, Davanagere
Anagodu là một làng thuộc tehsil Davanagere, huyện Davanagere, bang Karnataka, Ấn Độ.